# Coos River
Coos River az Amerikai Egyesült Államok északnyugati részén, Oregon állam Coos megyéjében elhelyezkedő önkormányzat nélküli település.
A posta 1873 és 1875 között, majd 1863–1864-ben működött.